# Eugeni Alemany
Eugeni Alemany Mafé (Sueca, Valencia, 2 de julio de 1976) es un showman, humorista, guionista, periodista y filólogo español.

## Biografía
Eugeni Alemany ha desarrollado su carrera profesional en distintas cadenas de televisión españolas, combinando en la mayoría de sus proyectos la divulgación y el entretenimiento.
Desarrolla sus primeros trabajos como guionista y reportero en Canal nou donde pronto comienza a destacar por su vis cómica y su capacidad de improvisación debutando como presentador en el magacín de actualidad cinematográfica Sense Filtre (Punt dos).
Después de colaborar junto a Nuria Roca en El Típic Programa (Canal nou), Telecinco selecciona a Eugeni para formar parte del equipo de reporteros del programa Caiga quien caiga en su segunda etapa, dando así el salto a la televisión nacional.
Finalizada su etapa en Caiga quien caiga, participa en diversos proyectos televisivos de corta duración, regresando de nuevo al canal autonómico valenciano para presentar uno de los formatos que más popularidad le ha proporcionado: Trau la llengua, programa divulgativo y de entretenimiento sobre la lengua valenciana.
Con programas como Trau la llengua (À Punt) o Un país de llibre (Levante TV), Eugeni consigue conectar y fidelizar al espectador a pesar de tratar temas tan alejados del entretenimiento televisivo como pueden ser la sociolingüística y la literatura, y lo hace valiéndose de su principal arma: el humor.
En los últimos años ha ampliado su actividad profesional al mundo de las artes escénicas, recorriendo la Comunidad Valenciana con dos monólogos cómicos, "T'ho dic sense acritud" y "En persona guanye". Ambos espectáculos destacan por la improvisación con el público y el uso de un humor fresco e irreverente.
También ha participado en el musical homenaje al antiguo Teatro Chino de Manolita Chen "Chao Chochín" de la compañía valenciana Las Reinas Magas donde, aparte de cantar, interpreta el papel del conductor del espectáculo. Ahora esta realizando la continuación del programa Trau la llengua en À Punt.

## Redes sociales
Si por alguna cosa ha destacado Eugeni Alemany en los últimos años es por su presencia en las redes sociales, consiguiendo una destacada cuota de engagement o interacción con sus seguidores que le ha llevado a poner en marcha exitosas campañas en las redes como el concurso #NadantAmbMelons o la popular iniciativa #PaellaEmoji donde pretende conseguir que la aplicación móvil WhatsApp incluya entre su catálogo de emoticonos el de la Paella Valenciana.
En el blog ‘Ultramarinos Alemany’, Eugeni desgaja muchas de las temáticas e ideas que componen sus monólogos.
En 2019 hizo tendencia con un vídeo donde había unos chicos intentando pasar una cazuela por una puerta (donde finalmente se cae).Y creó el #PaellaVerticalChallenge siendo un hashtag muy viral.

## Televisión

#### Como presentador
| Año               | Programa                 | Cadena             | Notas                   |
| ----------------- | ------------------------ | ------------------ | ----------------------- |
| 2003 - 2004       | Sense filtre             | Canal Nou Dos      | Presentador y guionista |
| 2005 - 2006       | Sense filtre             | Canal Nou Dos      | Presentador y guionista |
| 2005              | Zona FIB                 | Canal Nou Dos      | Presentador             |
| 2008              | Xq no te callas?         | Telecinco          | Presentador             |
| 2009              | Tip & Cía                | Canal Nou          | Presentador             |
| 2011 - 2013; 2018 | Trau la llengua          | Canal Nou / À Punt | Presentador             |
| 2012 - 2013       | Un país de llibre        | Levante TV         | Presentador             |
| 2018 - 2021       | Atrapa'm si pots         | À Punt             | Presentador             |
| 2018 - 2021       | Campanadas de fin de año | À Punt             | Presentador             |
| 2020              | Celebrity School         | À Punt             | Presentador             |
| 2021              | ¡Ahora caigo!            | Antena 3           | Presentador sustituto   |
| 2023              | Tresor o trasto          | À Punt             | Presentador             |
| 2024 - presente   | A la saca                | À Punt             | Presentador             |
| 2025 - presente   | Agárrate al sillón       | Telecinco          | Presentador             |

#### Como colaborador, guionista, reportero e invitado
| Año         | Programa                               | Cadena    | Notas                 |
| ----------- | -------------------------------------- | --------- | --------------------- |
| 2000 - 2001 | En casa de Bárbara                     | Canal Nou | Guionista             |
| 2001 - 2003 | Queda’t amb mi                         | Canal Nou | Guionista             |
| 2003        | A la Fresca                            | Canal Nou | Guionista y reportero |
| 2004 - 2005 | El típic programa                      | Canal Nou | Guionista y actor     |
| 2006 - 2007 | Caiga quien caiga                      | Telecinco | Reportero             |
| 2006        | Nos pierde la fama                     | Cuatro    | Reportero             |
| 2009        | Especial ‘Sin Uvas no hay Paraíso’     | Telecinco | Actor                 |
| 2010        | Lo que diga la rubia                   | Cuatro    | Colaborador           |
| 2010        | Caiga quien caiga (España)             | Telecinco | Guionista             |
| 2010        | Gormandia                              | Canal Nou | Guionista             |
| 2010        | Museo Coconut                          | Neox      | Actor episódico       |
| 2017        | Tips                                   | La 2      | Reportero             |
| 2020        | À Punt directe                         | À Punt    | Invitado              |
| 2021        | Family Feud: La batalla de los famosos | Antena 3  | Invitado              |
| 2022        | Tu cara me suena                       | Antena 3  | Invitado              |
| 2023        | Más vale sábado                        | La Sexta  | Colaborador           |
| 2024        | Zapeando                               | La Sexta  | Colaborador           |
| 2025        | Supervivientes 2025                    | Telecinco | Invitado              |

## Teatro
| Año  | Título                                        | Notas             |
| ---- | --------------------------------------------- | ----------------- |
| 2012 | T’ho dic sense acritud/Te lo digo sin acritud | Actor y Guionista |
| 2013 | En persona guanye/En persona gano             | Actor y Guionista |
| 2013 | Chao, chochín (Las Reinas Magas)              | Actor             |
| 2023 | A ningú que li passe                          | Actor             |

## Conferencias
2014.- Ponente "El model oral dels programes d'entreteniment", Jornada sobre Lengua Oral y Escrita. Academia Valenciana de la Lengua.
2015.- Mesa redonda "El paper dels mitjans de comunicació en llengua pròpia com a elements de cohesió social". XX Jornadas de Sociolingüística de Alcoy. Universidad Politécnica de Valencia.

## Libros
2014.- Prólogo "Paraules en xarxa" VVAA.
2019.- Libro "La paella es con guisantes"